# فياماليا
بلدية فِلَّة مليحة أو (نقحرة: فياماليا) (بالإسبانية: Villamalea) هي بلدية تقع في مقاطعة البسيط التابعة لمنطقة قشتالة والمنشف وسط إسبانيا.

## الديموغرافيا
بلغ عدد سكان بلدية فلة مليحة 4.051 نسمة عام 2011 (وفقاً للمعهد الوطني الإسباني للإحصاء).
| 3.449 | 3.476 | 3.687 | 3.951 | 3.909 | 4.078 | 4.051 |

## أعلام
- سيزار دياث مارتينيث
- جيرونيمو ايبانيز اسكريبان